# 里見村 (新潟県)
里見村（さとみむら）は、かつて新潟県東頸城郡にあった村。

## 沿革
- 1889年（明治22年）4月1日 - 町村制施行に伴い東頸城郡高尾村、樫谷村、国川村、小川村、岩神村、山口村、宮口村が合併し、里見村が発足。
- 1901年（明治34年）11月1日 - 東頸城郡川上村、川辺村と合併し、牧村となり消滅。